# جزيرة الأمير باتريك
تعد جزيرة الأمير باتريك من جزر أرخبيل القطب الشمالي الكندي والتي تقع في اقصى غرب جزر الملكة إليزابيث في الأقاليم الشمالية الغربية في كندا.وتحتل الجزيرة المرتبة الخامسة والخمسون من حيث المساحة في قائمة أكبر الجزر في العالم والمرتبة الرابعة عشر في قائمة أكبر الجزر الكندية، وذلك لمساحتها التي تبلغ،15,848 كيلو متر.وتعتبر الجزيرة من أكثر الجزر التي يصعب الوصول إليها في كندا نظراً لانكسائها بالثلج طوال العام.
وتعد الجزيرة من الجزر المهجورة حيث تقع عند مدخل مضيق مكلور. ونتيجة لجهود الجيش الكندي والأمريكي المشترك لبناء محطات للطقس افتتحت محطة للأرصاد الجوية ومهبط طائرات لمطار ميلود باي في عام 1948. حيث بدأت عمليات مراقبة الطقس المنتظمة في 14 مايو في نفس العام.و كان يتراوح عدد الموظفين المؤقتين أثناء المراقبة بين 10 و 40 موظف ويزداد عددهم عادة في فصل الصيف وذلك عندما يتم امداد المحطة في الجنوب.
وخلال فترة مشاركة خدمة الأرصاد الجوية العالمية – الأمريكية المنشأة عرفت المحطة باسم محطة طقس القطب الشمالي المشتركة، حيث تناوب الموظفين التنفيذيين الكنديين ونظرائهم من الولايات المتحدة المراقبة في المحطة. إلا أن في عام 1972 انتهت مشاركة أمريكا في المحطة. ومن ثم أغلقت المحطة في عام 1997 وذلك بسبب تخفيضات الميزانية. وقد استبدلت المحطة بمحطة طقس آلية في موقع جديد على مهبط الطائرات وأسفل المباني المركزية والمرصد. وفي عام1997 , 31 مارس سجلت أخر عملية مراقبة للطقس لتنهي سجلات المراقبة الجوية التي ابتدأت من عام 1948 إلى عام 1997 .
ومازالت مباني تلك المحطة قائمة ً إلا أن مع حلول عام 2007 تدهور حالها ووصلت إلى مرحلة غير قابلة للإصلاح. وتمثل تلك المحطة الاستيطان الوحيد والطويل للإنسان على هذه الجزيرة.
وكان أول من رأى الجزيرة الضابط البحري جورج ميكام وذلك عندما قام باستكشافها مع صديقه فرانسيس ليوبولد مكلينتوك أثناء رحلة إدوارد بيلتشرالاستكشافية في فصل الربيع. وفي وقت لاحق سميت الجزيرة باسم جزيرة الأمير باتريك تيمناً بالامير آرثر ويليام باتريك دوق كونوت وستراذرن والحاكم العام لكندا من عام 1911حتى عام 1916.
وترتفع الجزيرة عن سطح البحر بحوالي 279 متر (915 قدم) وتعتبر من المناطق النشطة زلزاليا.
واستخدمت الجزيرة كخلفية لعمل أدبي وهي رواية The Lost Ones من كتابة لان كامرون.وبحلول عام 1974 حولت الرواية إلى فلم سينمائي من إنتاج شركة ديزني بعنوان The Island at the Top of the World . وكانت تدور أحداث الرواية حول جماعة منعزلة من الفايكنج الذين يعيشون في وادي دافئ ومؤهل للعيش بفضل البراكين في الجزيرة.

## المراجع

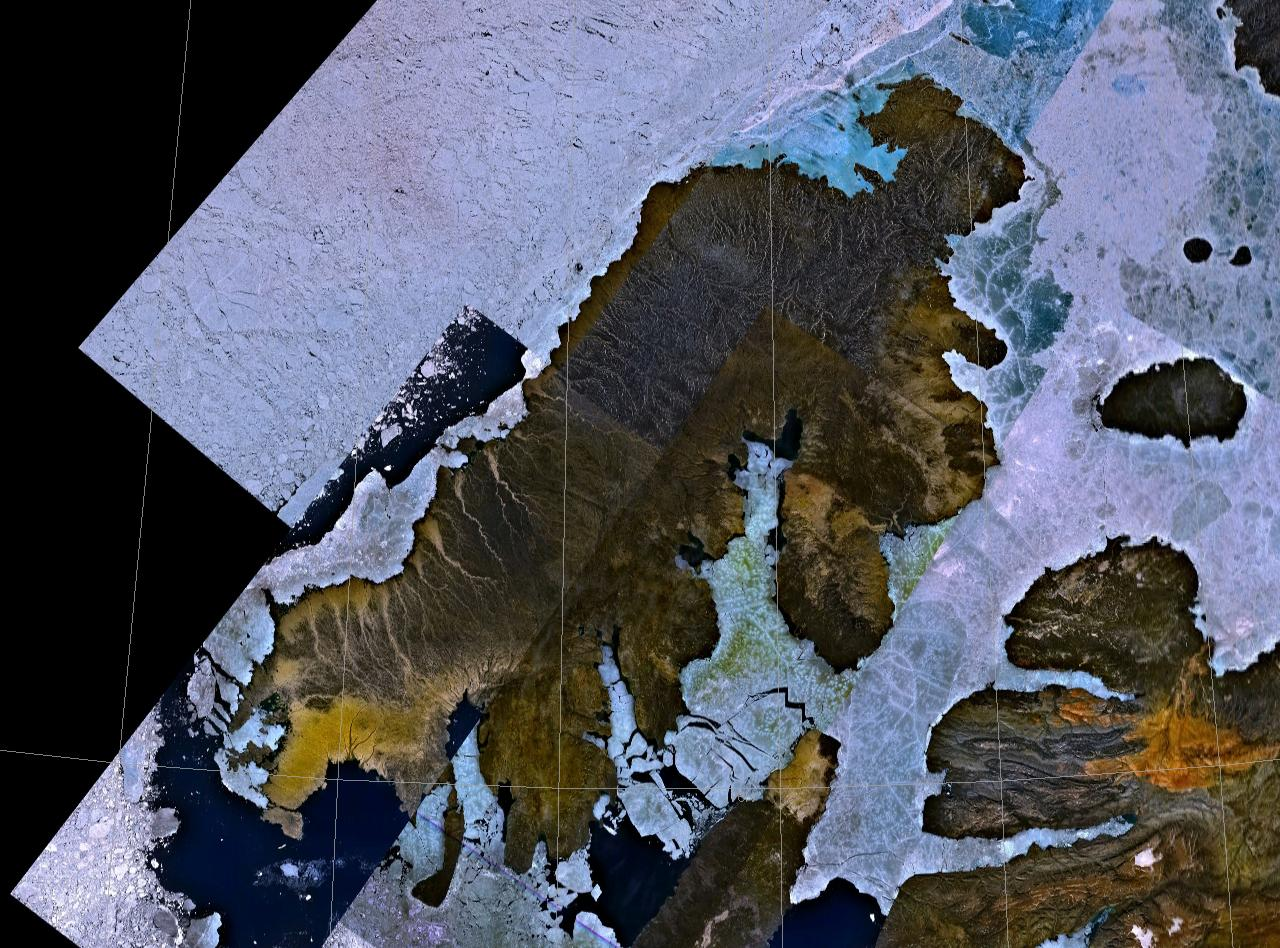
NASA landsat image of Prince Patrick Island

## الطقس
| البيانات المناخية لـMould Bay Airport                         | البيانات المناخية لـMould Bay Airport | البيانات المناخية لـMould Bay Airport | البيانات المناخية لـMould Bay Airport | البيانات المناخية لـMould Bay Airport | البيانات المناخية لـMould Bay Airport | البيانات المناخية لـMould Bay Airport | البيانات المناخية لـMould Bay Airport | البيانات المناخية لـMould Bay Airport | البيانات المناخية لـMould Bay Airport | البيانات المناخية لـMould Bay Airport | البيانات المناخية لـMould Bay Airport | البيانات المناخية لـMould Bay Airport | البيانات المناخية لـMould Bay Airport |
| الشهر                                                         | يناير                                 | فبراير                                | مارس                                  | أبريل                                 | مايو                                  | يونيو                                 | يوليو                                 | أغسطس                                 | سبتمبر                                | أكتوبر                                | نوفمبر                                | ديسمبر                                | المعدل السنوي                         |
| ------------------------------------------------------------- | ------------------------------------- | ------------------------------------- | ------------------------------------- | ------------------------------------- | ------------------------------------- | ------------------------------------- | ------------------------------------- | ------------------------------------- | ------------------------------------- | ------------------------------------- | ------------------------------------- | ------------------------------------- | ------------------------------------- |
| الدرجة القصوى قرينة الرطوبة                                   | −6.7                                  | −5.4                                  | −6.7                                  | −2.2                                  | 5.0                                   | 12.8                                  | 17.3                                  | 16.2                                  | 7.2                                   | 2.3                                   | −1.7                                  | −3.0                                  | 17.3                                  |
| الدرجة القصوى °م (°ف)                                         | −5.3 (22.5)                           | −4.9 (23.2)                           | −6.7 (19.9)                           | −0.5 (31.1)                           | 5.6 (42.1)                            | 13.7 (56.7)                           | 17.5 (63.5)                           | 14.4 (57.9)                           | 7.8 (46.0)                            | 2.5 (36.5)                            | −1.7 (28.9)                           | −2.6 (27.3)                           | 17.5 (63.5)                           |
| متوسط درجة الحرارة الكبرى °م (°ف)                             | −29.4 (−20.9)                         | −30.0 (−22.0)                         | −27.6 (−17.7)                         | −19.1 (−2.4)                          | −7.4 (18.7)                           | 2.9 (37.2)                            | 6.7 (44.1)                            | 3.0 (37.4)                            | −3.8 (25.2)                           | −14.1 (6.6)                           | −23.1 (−9.6)                          | −27.0 (−16.6)                         | −14.1 (6.6)                           |
| المتوسط اليومي °م (°ف)                                        | −33.1 (−27.6)                         | −33.9 (−29.0)                         | −31.4 (−24.5)                         | −23.0 (−9.4)                          | −10.4 (13.3)                          | 0.6 (33.1)                            | 4.0 (39.2)                            | 0.9 (33.6)                            | −6.2 (20.8)                           | −17.7 (0.1)                           | −26.6 (−15.9)                         | −30.5 (−22.9)                         | −17.3 (0.9)                           |
| متوسط درجة الحرارة الصغرى °م (°ف)                             | −36.9 (−34.4)                         | −37.6 (−35.7)                         | −34.9 (−30.8)                         | −26.8 (−16.2)                         | −13.5 (7.7)                           | −1.7 (28.9)                           | 1.2 (34.2)                            | −1.3 (29.7)                           | −8.5 (16.7)                           | −21.3 (−6.3)                          | −30.2 (−22.4)                         | −34.0 (−29.2)                         | −20.4 (−4.7)                          |
| أدنى درجة حرارة °م (°ف)                                       | −52.2 (−62.0)                         | −53.9 (−65.0)                         | −50.0 (−58.0)                         | −46.1 (−51.0)                         | −28.9 (−20.0)                         | −14.4 (6.1)                           | −3.9 (25.0)                           | −13.5 (7.7)                           | −26.1 (−15.0)                         | −37.9 (−36.2)                         | −44.4 (−47.9)                         | −52.8 (−63.0)                         | −53.9 (−65.0)                         |
| أدنى درجة حرارة تبريد الرياح                                  | −72.8                                 | −72.0                                 | −70.1                                 | −60.5                                 | −39.2                                 | −22.5                                 | −10.8                                 | −17.3                                 | −35.0                                 | −52.3                                 | −57.9                                 | −68.8                                 | −72.8                                 |
| الهطول مم (إنش)                                               | 4.5 (0.18)                            | 4.6 (0.18)                            | 4.2 (0.17)                            | 3.4 (0.13)                            | 10.8 (0.43)                           | 9.8 (0.39)                            | 13.8 (0.54)                           | 23.8 (0.94)                           | 18.1 (0.71)                           | 12.9 (0.51)                           | 6.7 (0.26)                            | 4.5 (0.18)                            | 117.2 (4.61)                          |
| معدل هطول الأمطار مم (إنش)                                    | 0.0 (0.0)                             | 0.0 (0.0)                             | 0.0 (0.0)                             | 0.0 (0.0)                             | 0.0 (0.0)                             | 3.6 (0.14)                            | 10.0 (0.39)                           | 11.7 (0.46)                           | 2.2 (0.09)                            | 0.0 (0.0)                             | 0.0 (0.0)                             | 0.0 (0.0)                             | 27.5 (1.08)                           |
| متوسط تساقط الثلوج سم (إنش)                                   | 5.4 (2.1)                             | 5.8 (2.3)                             | 5.1 (2.0)                             | 4.7 (1.9)                             | 15.0 (5.9)                            | 6.6 (2.6)                             | 3.8 (1.5)                             | 12.9 (5.1)                            | 18.5 (7.3)                            | 16.1 (6.3)                            | 9.0 (3.5)                             | 6.3 (2.5)                             | 109.2 (43.0)                          |
| متوسط أيام هطول الأمطار (≥ 0.2 mm)                            | 6.1                                   | 6.6                                   | 6.4                                   | 4.9                                   | 10.1                                  | 6.3                                   | 9.0                                   | 13.3                                  | 12.8                                  | 11.6                                  | 9.6                                   | 6.9                                   | 103.6                                 |
| متوسط الأيام الممطرة (≥ 0.2 mm)                               | 0.0                                   | 0.0                                   | 0.0                                   | 0.0                                   | 0.0                                   | 2.9                                   | 7.8                                   | 6.2                                   | 1.1                                   | 0.0                                   | 0.0                                   | 0.0                                   | 18.0                                  |
| متوسط الأيام المثلجة (≥ 0.2 cm)                               | 6.6                                   | 6.9                                   | 6.8                                   | 5.8                                   | 12.2                                  | 4.2                                   | 3.4                                   | 8.9                                   | 12.5                                  | 12.2                                  | 10.0                                  | 7.1                                   | 96.5                                  |
| متوسط الرطوبة النسبية (%)                                     | 69.5                                  | 67.4                                  | 64.6                                  | 73.2                                  | 82.0                                  | 81.3                                  | 79.6                                  | 84.8                                  | 88.2                                  | 80.3                                  | 73.3                                  | 69.6                                  | 76.1                                  |
| ساعات سطوع الشمس الشهرية                                      | —                                     | —                                     | 97.9                                  | 287.5                                 | 267.9                                 | 297.2                                 | 254.1                                 | 121.0                                 | 49.6                                  | 15.5                                  | 0.0                                   | —                                     | 1٬390٫5                               |
| نسبة وصول أشعة الشمس                                          | —                                     | —                                     | 27.8                                  | 49.9                                  | 36.0                                  | 41.3                                  | 34.2                                  | 17.4                                  | 11.6                                  | 6.9                                   | 0.0                                   | —                                     | 25.0                                  |
| المصدر: Environment Canada Canadian Climate Normals 1981–2010 |                                       |                                       |                                       |                                       |                                       |                                       |                                       |                                       |                                       |                                       |                                       |                                       |                                       |

## قراءات أخرى
- Frebold, Hans. Fauna, Age and Correlation of the Jurassic Rocks of Prince Patrick Island. Ottawa: E. Cloutier, Queen's printer, 1957.
- Harrison, J. C., and T. A. Brent. Basins and fold belts of Prince Patrick Island and adjacent areas, Canadian Arctic Islands. [Ottawa]: Geological Survey of Canada, 2005. ISBN 0-660-19008-7
- Miller, F. L. Peary Caribou and Muskoxen on Prince Patrick Island, Eglinton Island, and Emerald Isle, Northwest Territories, July 1986. [Edmonton]: Canadian Wildlife Service, 1987. ISBN 0-662-15652-8
- Pissart, A. The Pingos of Prince Patrick Island (760N - 1200W). Ottawa: National Research Council of Canada, 1970.
- Tedrow, John C. F., P. F. Bruggemann, and Grant Fontain Walton. Soils of Prince Patrick Island. Research paper (Arctic Institute of North America), no. 44. Washington: Arctic Institute of North America, 1968.

## روابط خارجية
- Prince Patrick Island in the Atlas of Canada - Toporama; Natural Resources Canada
- Prince Patrick Island on the Canada's Arctic website.